# Terror (televíziós sorozat)
A Terror (eredeti cím: The Terror) 2018-as amerikai televíziós sorozat. A műsor alkotója David Kajganich volt. A sorozat műfaja történelmi-dráma, de vannak benne horror és kaland elemek is. A show játékideje 60 perc részenként. A főszerepben Jared Harris, Ciarán Hinds és Tobias Menzies látható.

## Az első évad cselekménye
A sorozat a Franklin-expedíció történetét dolgozza fel. Az 1840-es évek végén két brit hajó, a HMS Terror és a HMS Erebus indult az északi sarkvidékre, hogy felfedezze az északnyugati árjárót. Egyik tengerjáró sem tért haza, így a felfedezés kudarccal ért végett. Ráadásul az élelem is elfogyni látszott, ezenkívül a hajók személyzetéből sokan a teljes átfagyás széléig jutottak. Ahogy telik az idő, úgy fogy a legénység türelme, és világossá válik számukra, hogy itt már nem a történelmi felfedezés a cél, hanem az életben maradás.

## Szereplők
- Jared Harris - Francis Crozier
- Ciarán Hinds - John Franklin
- Tobias Menzies - James Fitzjames
- Christos Lawton - George Hodgson
- Ian Hart - Thomas Blanky
- Adam Nagaitis - Cornelius Hickey
- Paul Ready -  Harry Goodsir
- Liam Garrigan - Thomas Jopson
- Jack Colgrave Hirst - Tom Hartnell
- Sebastian Armesto - Charles Des Voeux
- Mikey Collins - Robert Golding
- Edward Ashley - William Gibson
- Stephen Thompson - Magnus Manson[5]